# 7394 Xanthomalitia
7394 Xanthomalitia (1985 QX4) là một tiểu hành tinh nằm phía ngoài của vành đai chính được phát hiện ngày 18 tháng 8 năm 1985 bởi N. S. Chernykh ở Đài vật lý thiên văn Crimean.